# آيت بن بوعزة (سيدي جعفر 2)
آيت بن بوعزة هو دُوَّار يقع بجماعة عين كرمة، عمالة مكناس، جهة فاس مكناس في المملكة المغربية. ينتمي الدوّار لمشيخة سيدي جعفر 2 التي تضم دوار واحد. يقدر عدد سكانه بـ 527 نسمة حسب الإحصاء الرسمي للسكان والسكنى لسنة 2004.

## وصلات خارجية
- البوابة الوطنية للجماعات الترابية
- المندوبية السامية للتخطيط